# Cuyahoga Falls, Ohio
Cuyahoga Falls là một thành phố thuộc quận Summit, tiểu bang Ohio, Hoa Kỳ. Năm 2010, dân số của thành phố này là 49652 người.

## Dân số
- Dân số năm 2000: 49374 người.
- Dân số năm 2010: 49652 người.